# Royal Armouries
Royal Armouries er Storbritanniens nationale museum for våben og rustning. Det er landets ældste museum, og befandt sig oprindeligt på Tower of London fra 1400-tallet, og det er et af de ældste museer i verden. Museet har en af de ældste og største samlinger af våben og rustninger i verden, og den består af National Collection of Arms and Armour (den nationale samling af våben og rustning), National Artillery Collection (den nationale samling af artillerisamling) og National Firearms Collection (den nationale skydevåbensamling).
Historiske base er på Tower of London, men i dag er samlingen fordelt på tre museer:
| Location                       | Coordinates                                   |
| ------------------------------ | --------------------------------------------- |
| Royal Armouries Museum (Leeds) | 53°47′31″N 1°31′56″V / 53.791866°N 1.532258°V |
| Tower of London (London)       | 51°30′31″N 0°04′35″V / 51.508545°N 0.076310°V |
| Fort Nelson (Portsmouth)       | 50°51′38″N 1°08′20″V / 50.860691°N 1.138867°V |

Fra 2004 til 2015 var en begrænset del af samlingen udstillet i Louisville i Kentucky, USA i samarbejde med Frazier History Museum.